# Locativo
Il locativo è un caso originario della lingua protoindoeuropea, attestato in varie lingue antiche ed attualmente presente solo nelle lingue baltiche, in alcune lingue slave e nella lingua sanscrita. 
La sua funzione negli idiomi antichi era quella di indicare la posizione sia spaziale che temporale (corrispondente quindi al complemento di stato in luogo e di tempo determinato), ma nelle lingue baltiche e nelle lingue slave in cui è ancora utilizzato indica anche il complemento di argomento e altri complementi, a seconda delle preposizioni da cui è preceduto. 
La sua scomparsa in lingue più moderne è dovuta ad una generale tendenza alla semplificazione e nello specifico al sincretismo, cioè fusione delle funzioni dei casi e conseguente riduzione del loro numero.
La lingua protoindoeuropea aveva le seguenti desinenze per il locativo:
| Declinazione     | Singolare                  | Duale                   | Plurale |
| Atematica        | *-i, *-Ø (nessuna uscita)  | *-ows (*-ou)            | *-su    |
| Tematica (*-e/o) | *-ey, (*-ei), *-oy, (*-oi) | *-eyows, -*oyows (*-ou) | *-oysu  |

## Latino
Il caso locativo, ancora attivo nel latino arcaico, permane nel latino classico solo per alcuni sostantivi ed espressioni di uso comune, nomi di città o piccola isola, e relitti di valore avverbiale. Le uscite attestate in latino arcaico (tendenzialmente -ǐ) e modificate nel latino classico sono le seguenti:
| Declinazione | Latino arcaico | Latino classico |
| Prima        | -ai            | -ae             |
| Seconda      | -ei / -oi      | -i              |
| Terza        | -ei / -e       | -i / -e         |
| Quarta       | -i             | -i              |
| Quinta       | -i (?) / -e    | -i (?) / -e     |

Dal prospetto si vede il motivo per cui esiste la tendenza comune, ma errata, di associare il locativo (singolare) al genitivo per le prime due declinazioni e al dativo/ablativo per la terza e per la quinta. Questo è solo un artificio di alcune grammatiche usato per dare una regola mnemonica. La somiglianza/coincidenza fonetica è solo frutto dell’evoluzione della lingua e del sincretismo linguistico che hanno indotto nel tempo un’omofonia del locativo con altri casi. Le forme plurali di locativo si erano già fuse con l’ablativo per somiglianza e quindi le terminazioni sono -is or -ibus (cfr. Athenis e non in Athenis, Trallibus e non in Trallibus).
Di seguito si riportano alcuni nomi di città o di piccola isola che hanno forme attestate di locativo, insieme a forme avverbiali cristallizzate di antichi locativi e i nomi comuni che possiedono un locativo in quanto tali (in corsivo) cioè non trasformati in avverbi:
| DECLINAZIONI                          |                                       |                                        |                                                  |                                 |                                            |
| Prima                                 | Seconda                               | Seconda                                | Terza                                            | Quarta                          | Quinta                                     |
| Alba, -ae Albae (ad Alba)             | Ariminum, -i Arimini (a Rimini)       | Mediolanum, -i Mediolani (a Milano)    | Calaris, -is Calari/Calare (a Cagliari)          | Domus, -us Domi (a casa)        | dies, -ei die/diuNota 1 (avv.: di giorno)  |
| Creta, -ae Cretae (a Creta)           | Assisium, -ii Assisii (ad Assisi)     | Tarantum, -i Taranti (a Taranto)       | Carthago, -inis Carthagini (a Cartagine)         | senatus, -us senati (in senato) | *pri + die pridie (avv: il giorno prima)   |
| Florentia, -ae Florentiae (a Firenze) | Asculum, -i Asculi (ad Ascoli)        | Samus, -i Sami (a Samo)                | Neapolis, -is Neapoli (a Napoli)                 |                                 | hoc die hodie (avv.: oggi)                 |
| Melita, -ae Melitae (a Malta)         | Brundisium, -i Brundisii (a Brindisi) | Sutrium, -i Sutri (a Sutri)            | Tibur, -is Tiburi (a Tivoli)                     |                                 | posteri die postridie (avv.: domani)       |
| Setia, -ae Setiae (a Sezze)           | Barium, -ii Barii (a Bari)            | Rhodus, -i Rhodi (a Rodi)              | lux, -cis luci (avv.: di giorno)                 |                                 | *per + die perendie (avv.: dopodomani)     |
| Roma, -ae Romae (a Roma)              | Cingulum, -i Cingoli (a Cingoli)      | Teanus, -i Teani (a Teano)             | rus, -ris ruri/rure (in campagna)                |                                 | *quot(t)ei-die cotidie (avv.: ogni giorno) |
| militia, -ae militiae (in guerra)     | Clusium, -i Clusii (a Chiusi)         | animus, -i animi (nell’animo)          | tempus, -oris tempori/temperi (avv: a proposito) |                                 | *mediei-die meridie (avv.: a mezzogiorno)  |
| vicinia, -ae viciniae (nel vicinato)  | Corinthus, -i Corinthi (a Corinto)    | bellum, -i belli (in guerra)           | vesper, -is vesperiNota 2 (avv.: di sera)        |                                 |                                            |
|                                       | Cyprus, -i Cypri (a Cipro)            | focus, -i foci (al centro)             |                                                  |                                 |                                            |
|                                       | Drepanum, -i Drepani (a Trapani)      | humus, -i humi (a terra)               |                                                  |                                 |                                            |
|                                       | Lanuvium, -i Lanuvi (a Lanuvio)       | *per + ager peregri (avv.: all’estero) |                                                  |                                 |                                            |

Nota 1  Diu: è una forma arcaica cristallizzata del locativo di dies, dalla forma dieues imparentata col greco Zeus. Da diu per analogia esiste un altro avverbio ,noctu di notte, da nox, noctis (cfr. diu noctuque).
Nota 2  vesperi: il sostantivo di origine può essere sia di seconda che terza declinazione (vesper, vesperi; vesper, vesperis).
Espressioni comuni in cui si può incontrare il locativo sono:
- domi bellique: in tempo di pace e di guerra
- domi militiaeque: in tempo di pace e di guerra
- die quarto (arcaico die quarti, in cui si vede la forma propria del locativo nell’aggettivo di prima classe): il quarto giorno
- sanus mentis et animi est (animi è inteso come locativo[9]): sano nella mente e nell’animo
- terra marique (due ablativi, anche se mari potrebbe essere un locativo): per terra e per mare, dappertutto.
- infelici arbori: sull’albero sterile (di cattivo augurio).

### Alcune note
- In genere le concordanze con gli aggettivi al locativo sono evitate e si preferisce l’uso di in + l’ablativo (in magna domo). Eccezioni riguardano le espressioni sopra citate che contengono un aggettivo, aggettivi possessivi (domi meae) e aggettivi che fanno parte dei toponimi (Apuli Teani, Albae Longae).
- Avverbi di tempo e luogo probabilmente derivati da locativi di sostantivi non esistenti in latino sono heri/e (ieri) e foris (fuori). Un ulteriore avverbio mani/mane (di mattina da cui in italiano stamani e domani) sembrerebbe essere invece un regolare ablativo.[4]
- Possibili antichi locativi sono avverbi di (stato in) luogo derivati da pronomi quali ubi, ibi, hic, istic, illic.[4][10][11]
- Si ritiene, infine, che il modo verbale infinito presente attivo latino (e italiano, desinenza -re < -se) derivi dal locativo dei sostantivi corrispondenti mentre l’infinito presente passivo latino (desinenza -ri) sia invece riconducibile al dativo.[12][13][14][15]

## Greco antico
Anche in greco antico il locativo è ridotto a un semplice relitto (è stato assorbito dal dativo) e ne rimangono tracce, riconoscibili per l'uscita in -ι, in parole come χαμαί a terra, οἴκοι a casa, αἰεί sempre, ἐκεῖ qui, ecc.

## In etrusco (lingua non indoeuropea)
In etrusco si forma aggiungendo -i al tema del nome.
Es. tmia (tempio) → tmiai (nel tempio); divenuto poi tmie per (ai > e)
Per formare il locativo si può aggiungere anche il suffisso -θi , che significa "nel".

## In ittita
In ittita si può aggiungere -i o -ya per il singolare, mentre -aš per il plurale.
Es. laḫḫa (spedizione militare) → laḫḫi o laḫḫya (nella spedizione militare); laḫḫaš (nelle spedizioni militari)

## In sanscrito
In sanscrito, lingua parlata tuttora in India, si aggiunge il suffisso -i al singolare, -os al duale e -su al plurale.